# Брусиловський Рафаїл Мойсейович
Рафаїл Мойсейович Брусиловський (*30 вересня 1894, м. Катеринослав нині Дніпропетровськ —†вересень 1971, Харків) — український російськомовний письменник єврейського походження.
Батько відомого російського художника Анатолія Брусиловського, основоположника російського колажу, ассамбляжу та боді-арту.
Рафаїл Мойсейович Брусиловський народився 30 вересня 1894 р. в м. Дніпропетровську в сім'ї ремісника.
Працював ретушером, лаборантом, потім фотографом в Одесі.

## Творчість
Член СП СРСР з 1935 року. Писав російською мовою.
Приятелював з Е. Багрицьким. А швагером мав теж неабияку людину — Семена Кирса́нова.
Його життєві і літературні смаки склалися до революції, кумиром в професії був Бунін, в майстер-класі якого він займався в 1918 році в Одесі, через яку Бунін біг із зайнятої більшовиками Москви.
Рафаїл Брусиловский був відомим в 30-і роки письменником, одним з перших членів нової Спілки письменників СРСР — його членський квиток був підписаний самим М. Горьким.
Десь є групове фото 1935 року «Радянські письменники разом з Роменом Ролланом», що тоді приїхав до СРСР. Серед інших там і Рафаїл Брусиловський..
Під час війни перебував у Башкирії, працював у пресі.
Після війни жив у Харкові.

## Твори
Книжки нарисів
- «Люди и грузы» (1935)
- «Вторая молодость» (1942)
- «Сагадат» (1944)
- «Сердца отважных» (1945)

Збірки оповідань
- «Рассказы о мальчиках» (1948)
- «Под черноморскими звездами» (1957)
- «Индийская марка» (1961)

Повість
- «Верность» (1959)

Збірки повістей та оповідань
- «Ночью будет гроза» (1963)
- «Дорога ведет к мысу Желаний» (1965)
- «Янтарный кубок» (1968)
- «Жила-была Катенька...» (1971)